# Мистерия
Мистериите в Древна Гърция са религиозни празненства, забулени в тайнство, на които участват само посветени. В основата си това е религиозно понятие, което означава ритуал, свързан с посвещаване на членове и приобщаването им към определена религиозна общност. Свързан е с няколкодневни шествия и празненства.
По-късно мистерия вече означава жанр на религиозния театър от епохата на Късното средновековие. Създава се върху сюжети от Библията. Най-широко разпространение получава във Франция. Мистериите представлявали грандиозни събития с многобройни изпълнители. Известни мистерии са „Страстите Господни“ на Арнул Гребан, „Чудото за Теофил“ от Ротбьоф и други. Мистериите се организирали във връзка с големи църковни празници от градските или църковни власти.